# Sphyraena lucasana
Sphyraena lucasana és un peix teleosti de la família dels esfirènids i de l'ordre dels perciformes.
present a les costes del Golf de Califòrnia.
Pot arribar als 70 cm de llargària total.